# 白益王朝
白益王朝（Buyid dynasty，Buyids，波斯語： Āl-e Buye，也被用Buwaihids、Bowayhids、Buyahids、或Buyyids來表達）是945年至1055年間統治伊朗西部及伊拉克的一個王朝，由裡海南岸（吉蘭省）的德萊木人建立。王朝名稱來自创建者白益。是由從德萊木起源的什葉派伊朗王朝，加上這地區其他伊朗朝代的興起，白益王朝統治的大約一個世紀，代表伊朗歷史上的一段時期，有時它被稱為“伊朗人中興”時期，這時期發生在伊斯蘭對波斯的征服之後，是在阿拔斯王朝和塞爾柱帝國統治時期之間的一段插曲。
白益王朝由阿里·伊本·白益所建立，他在934年征服法爾斯，在設拉子建都。他的弟弟哈桑·伊本·白益（Hasan ibn Buya）在930年代後期征服吉巴勒的部分地區，並在943年佔領了雷伊，在此建都。945年，阿里·伊本·白益最小的弟弟艾哈邁德·伊本·白益征服伊拉克，在巴格達建都。艾哈邁德·伊本·白益獲得了穆仪兹·道莱（國力增強者）的榮譽稱號（laqab）。哥哥阿里·伊本·白益的榮譽稱號是伊马德·道莱（國家的支持者），哈桑·伊本·白益的榮譽稱號則是鲁肯·道莱（國家的支柱）。
由他們德萊木伊朗人的出身，白益王朝自覺地恢復了伊朗薩珊王朝的象徵和習俗。從“阿杜德·道萊（艾哈邁德·伊本·白益之子，統治時期949年—983年）”開始，他們使用了古老的薩珊王朝的名稱“Shahanshah（شاهنشاه）”，即“万王之王”。
白益王朝的領土在最大程度的時候，涵蓋今日大部分的伊朗，伊拉克，科威特和敘利亞，以及阿曼，阿聯酋，土耳其，阿富汗和巴基斯坦的部分地區。在10和11世紀，就在塞爾柱突厥人入侵之前，白益王朝是中東地區最具影響力的王朝。在阿杜德·道萊國王的領導下，它有段短暫的時期是中東最強大的王朝。

## 起源
“Būya”一词是中古波斯語中的人名，以指小后缀ـویه結尾（中古波斯語-ōē，現代波斯語-ūyeh，阿拉伯語-uwayh）。白益氏族是來自德萊木（Daylam）的瑣羅亞斯德教信奉者Panah-Khusrow的後裔。他有一個兒子叫白益（Buya），他是拉希詹的一名漁夫，後來捨棄瑣羅亞斯德教，而皈依伊斯蘭教。:274白益後來生了三個兒子，分別叫艾哈邁德、阿里和哈桑，他們三兄弟在日後共同創立了白益王朝。大多數歷史學家都認為，白益一族出自德萊木。:251–52白益王朝號稱他們的皇族血脉可追溯至薩珊王朝的第15任皇帝，巴赫拉姆五世。

## 歷史

### 崛起（934年—945年）
王朝的創建者阿里·伊本·白益最初是在德萊木軍閥馬坎·伊本·卡奇麾下當兵，但後來改而跟隨建立齊亞爾王朝的伊朗人統治者馬爾達維，而他本人也與吉蘭的統治王朝建立關係，吉蘭與德萊木接壤。阿里·伊本·白益的兩個弟弟，哈桑·伊本·白益和艾哈邁德·伊本·白益後來加入。932年，阿里·伊本·白益被授予卡拉季的地方作為封地，因此能夠將其他的德萊木人招募進入自己的軍隊。但是，阿里·伊本·白益的獨立行動讓馬爾達維有將之除去的計劃，但被他自己的維齊爾（宰相）向阿里·伊本·白益洩漏。
三位兄弟兄弟帶著400名德萊木支持者隨後逃往法爾斯，在那裡他們設法控制了阿拉詹。但是，白益王朝族人和阿拔斯王朝將軍雅古特（Yaqut）不久就為控制法爾斯而爭鬥，白益王朝族人最終獲得勝利。這次的勝利為征服法爾斯的首府設拉子鋪下坦途。
阿里·伊本·白益還與法爾斯的地主們結盟，其中包括法桑賈斯家族，該家族後來為白益王朝提供了許多傑出的政治家。此外，阿里·伊本·白益招募更多的士兵，其中包括加入騎兵部隊的突厥人。阿里·伊本·白益隨後派他的弟弟艾哈邁德·伊本·白益遠征克爾曼，但在俾路支人和卡夫人（Qafs）反抗後，被迫從那裡撤出。然而，馬爾達維試圖廢除在巴格達的阿拔斯王朝，並重建一個信奉瑣羅亞斯德教的伊朗帝國，不久他就從阿拔斯王朝手中奪德胡齊斯坦，並強迫阿里·伊本·白益承認他為宗主國。
對白益族人來說，幸運的是馬爾達維在935年被刺殺，在齊亞爾王朝的領土上造成混亂，對這三位兄弟來說是一個完美的機會。阿里·伊本·白益和艾哈邁德·伊本·白益征服胡齊斯坦，哈桑·伊本·白益佔領齊亞爾王朝首都伊斯法罕，並於943年佔領雷伊，在那兒建立自己的都城，從而征服整個吉巴勒地區。945年，艾哈邁德·伊本·白益進入伊拉克，將阿拔斯王朝變為附庸，同時接受榮譽稱號穆仪兹·道莱（國力增強者），而阿里·伊本·白益則被授予伊马德·道莱（國家的支持者）的榮譽稱號，哈桑·伊本·白益獲得鲁肯·道莱（國家的支柱）的榮譽稱號。

### 鼎盛（945年—983年）
接續白益王朝征服的其他領土外，克爾曼（在967年），阿曼（在967年），賈茲拉（又稱上美索不達米亞，在979年），塔巴里斯坦（在980年）和戈爾甘（在981年）陸續被征服。然而此後，白益王朝進入緩慢衰落時期，邦聯的各部逐漸瓦解，其統治下的地方王朝已經事实上獨立。

### 衰敗和覆亡（983年—1048年）
阿杜德·道萊之死被認為是白益王朝衰落的起點；阿杜德·道萊過世時，他的兒子阿布·卡利雅爾·馬祖班人在巴格達，他首先對父親之死秘不發喪，以確保他的繼承順利，並避免內戰。當他公開宣布父親過世的消息，他被冠以“萨木萨木·道莱”的榮譽稱號。然而，阿杜德的另一個兒子，ShirdilAbu'l-Fawaris，阿布·卡利雅爾·馬祖班的哥哥，挑戰阿布·卡利雅爾·馬祖班的政權，導致內戰爆發。同時，一位名叫Badh的馬瓦尼德部族的頭目佔領迪亞巴克爾，並強迫阿布·卡利雅爾·馬祖班承認他是那個地區的附庸統治者。此外，哈桑·伊本·白益的兒子，穆阿亞德·道萊也在此期間去世，他由法赫爾·道萊繼任，他在穆阿亞德·道萊時期的維齊爾（宰相）薩希卜·伊本·阿巴德的襄助下，成為父親所遺留領土的統治者。阿杜德·道萊的另一個兒子Abu Tahir Firuzshah確立了自己作為巴士拉的統治者，並冠上“迪亚·道莱”的稱號，而另一個兒子Abu'l-Husain Ahmad確立了自己作為胡齊斯坦的統治者，冠以"塔杰·道莱"的稱號。
Shirdil Abu'l-Fawaris（以擁有“舍莱弗·道莱”的稱號而為人知）迅速從阿布·卡利雅爾·馬祖班手中奪取阿曼，在983年，阿布·卡利雅爾·馬祖班的突厥人軍隊發動叛亂，並離開伊拉克，前往法爾斯，但他們之中的大多數都受到阿布·卡利雅爾·馬祖班的親戚齊亞爾·伊本·沙赫拉卡維的勸說而留在伊拉克。但是，伊拉克處於嚴峻的局勢中，發生了幾次叛亂，但他設法將這些叛亂壓制。最危險的一次叛亂是由阿斯法尔·伊本·库爾達韦赫所發動，他試圖推阿布·納斯爾·菲魯茲·哈沙德（以“伯哈义·道莱”的稱號為後世所知）成為伊拉克的統治者。在同一時期，阿布·卡利雅爾·馬祖班也成功奪取巴士拉和胡齊斯坦，迫使他的兩個兄弟逃往法赫爾·道萊的領土。
連年內戰讓白益王朝國勢江河日下，在10世紀末期，白益王朝對東羅馬的戰爭開始逐漸失利，東羅馬軍隊甚至一度兵臨巴格達。在11世紀中葉，白益王朝的領土逐漸落入加兹尼王朝和塞爾柱突厥人手中。1029年，面對他的德萊木部隊在雷伊的叛變，馬季德·道萊向加茲尼的馬哈茂德請求援助。馬哈茂德抵達後罷黜了他，代以加兹尼王朝的总督，結束了以雷伊為都的白益王朝。1055年，塞爾柱王朝創立者圖赫里勒·貝格征服巴格達，罷黜了最後一位的白益王朝統治者。像白益王朝的做法一樣，塞爾柱人將阿拔斯王朝的哈里發留下，作個有名無實的統治者。

## 政府
白益王朝在伊拉克和伊朗西部建立了一個聯邦。這個邦聯由三个埃米尔国组成——一個在法爾斯，以設拉子為都；第二個在吉巴勒，以雷伊為都，最後一個在伊拉克，以巴格達為都。在後期，有更多的埃米尔国形成。權力的繼承為世襲，父親將土地分割，分給兒子們。
白益王朝統治者使用的頭銜是埃米爾，通常，其中一位埃米爾會被認為比其他的埃米爾更資深；這位資深的埃米爾將使用众埃米尔之埃米尔的頭銜，即資深埃米爾的意思。儘管是白益王朝的正式領導人，但他通常在自己個人的领地之外沒有任何重要的控制權。每個埃米爾都在自己的領土內享有高度的自治權。如上所述，一些更強大的酋長國使用了王中之王（沙汉沙）的薩珊王朝頭銜。此外，白益王朝還使用了其他幾個頭銜，例如malik（“國王”）和malik al-muluk（“國王之王”）。白益王朝領土也曾被其他家族的统治者（如馬瓦尼德家族）的統治。

## 軍事
在白益王朝初期，他們的軍隊主要由其德萊木的同鄉組成，他們主要是尚武，勇猛的農民出身，組成步兵。德萊木長久的軍事活動歷史可追溯到薩珊王朝時期，擔任僱傭軍到伊朗，伊拉克甚至遠到埃及等地作戰。德萊木的軍人在戰鬥中通常會攜帶劍，盾和三支長矛。此外，他們還以其強大的盾牌陣而聞名，很難突破。
但是，當白益王朝的領土擴增時，他們開始招募突厥人加入他們的騎兵部隊，這些突厥人在阿巴斯王朝的軍隊中也發揮了突出的作用。白益王朝的軍隊還有庫爾德人，他們與突厥人都是是遜尼派，而德萊木人則是什葉派穆斯林。但是，吉巴勒白益王朝的軍隊主要由德萊木人組成。德萊木人和突厥人經常爭吵，試圖讓自己成為軍隊中的主導力量。為提供待遇給他們的士兵，白益王朝的埃米尔經常透過分配伊克塔的方式，即從一個省獲得一定比例稅收收入的權利（契約代理人課稅），但也也經常使用實物配給的做法。突厥人受到伊拉克的白益王朝青睞，而德萊木人則在伊朗的白益王朝受到青睞。

## 宗教
白益王朝跟當時的大多數德萊木人相同，是什葉派，被稱為十二伊瑪目派。然而，更有可能他們最初是宰德派。至於從宰德派轉變為十二伊瑪目派的原因，近代學者穆政·莫門認為，由於白益王朝的族人不是首位什葉派伊瑪目阿里的後裔，因此，宰德派會敦促他們從阿里的後裔族人中迎來一位伊瑪目。出於這個原因，白益王朝傾向於十二伊瑪目派，後者信仰隱遁的伊瑪目（參考：穆罕默德·馬赫迪·蒙塔扎爾），這在政治上對他們更具吸引力。
白益王朝除非是在政治上有利的情況下，很少會嘗試對他們的臣民強迫灌輸某種宗教觀點。遜尼派的阿拔斯王朝哈里發被白益王朝保留，但他的一切世俗權力全被剝奪。此外，為了防止什葉派和遜尼派之間的緊張關係擴散到政府機構，白益王朝的埃米爾偶爾會任命基督教徒，而不是什葉派或遜尼派的穆斯林，來擔任高級職務。

## 统治者

### 主要统治者
一般来说，统治法尔斯、吉巴勒（首府为雷伊）、伊拉克的三个埃米尔是白益王朝较强大的统治者，有时一些君主会同时统治多个地区，但没有一位白益家族成员能同时统治这三个地区。
法尔斯
- 伊马德·道莱（英语：Imad al-Dawla）（934-949）
- 阿杜德·道莱（949-983）
- 舍莱弗·道莱（英语：Sharaf al-Dawla）（983-989）
- 萨木萨木·道莱（英语：Samsam al-Dawla）（989-998）
- 伯哈义·道莱（英语：Baha al-Dawla）（998-1012）
- 苏丹·道莱（英语：Sultan al-Dawla）（1012-1024）
- 阿布·卡利賈爾（1024-1048）
- 阿布·曼苏尔·富拉德·苏通（英语：Abu Mansur Fulad Sutun）（1048-1051）
- 阿布·萨德·库斯老·沙（英语：Abu Sa'd Khusrau Shah）（1051-1054）
- 阿布·曼苏尔·富拉德·苏通（英语：Abu Mansur Fulad Sutun）（1051-1062）

雷伊
- 鲁肯·道莱（英语：Rukn al-Dawla）（935-976）
- 法赫尔·道莱（英语：Fakhr al-Dawla）（976-980）
- 穆艾耶德·道莱（英语：Mu'ayyad al-Dawla）（980-983）
- 法赫尔·道莱（英语：Fakhr al-Dawla）（984-997，第二次统治）
- 马季德·道莱（英语：Majd al-Dawla）（997-1029）

伊拉克
- 穆仪兹·道莱（英语：Mu'izz al-Dawla）（945-967）
- 伊兹·道莱（英语：Izz al-Dawla）（966-978）
- 阿杜德·道莱（978-983）
- 萨木萨木·道莱（英语：Samsam al-Dawla）（983-987）
- 舍莱弗·道莱（英语：Sharaf al-Dawla）（987-989）
- 伯哈义·道莱（英语：Baha al-Dawla）（989-1012）
- 苏丹·道莱（英语：Sultan al-Dawla）（1012-1021）
- 穆沙拉夫·道莱（英语：Musharrif al-Dawla）（1021-1025）
- 贾拉勒·道莱（英语：Jalal al-Dawla）（1025-1044）
- 阿布·卡利賈爾（1044-1048）
- 马利克·赖希姆（英语：al-Malik al-Rahim）（1048-1055）

### 次要统治者
分封儿子们统治一个地区，或是某一家族成员夺取一个地区建立统治的情况在白益王朝并不少见，此处的列表不完整。
巴士拉
- 迪亚·道莱（英语：Diya al-Dawla）（10世纪80年代）

哈马丹
- 穆艾耶德·道莱（英语：Mu'ayyad al-Dawla）（976-983）
- 法赫尔·道莱（英语：Fakhr al-Dawla）（983-997）
- 沙姆斯·道莱（英语：Shams al-Dawla）（997-1021）
- 塞马·道莱（英语：Sama' al-Dawla）（1021-1024）

克尔曼
- 盖瓦木·道莱（英语：Qawam al-Dawla）（1012-1028）

胡齐斯坦
- 塔杰·道莱（英语：Taj al-Dawla）（10世纪80年代）

## 文獻
- Madelung, W. . Frye, R.N.  (编). . Cambridge: Cambridge University Press. 1975: 198–249  [2014-03-01]. ISBN 978-0-521-20093-6. （原始内容存档于2014-05-14）.
- Nagel, Tilman. "Buyids" （页面存档备份，存于）, Encyclopædia Iranica.
- R. N. Frye (1975). The Cambridge History of Iran, Volume Four: From the Arab Invasion to the Saljuqs. ISBN 978-0-521-20093-6